# Fotsiforia similis
Fotsiforia similis är en stekelart som beskrevs av Jonathan 1980. Fotsiforia similis ingår i släktet Fotsiforia och familjen brokparasitsteklar. Inga underarter finns listade i Catalogue of Life.